# Lady Jane (film, 2008)
Pour les articles homonymes, voir Lady Jane (homonymie).
Pour plus de détails, voir Fiche technique et Distribution.
Lady Jane est un film français réalisé par Robert Guédiguian et sorti en 2008.

## Synopsis[1]
À l'époque où les Rolling Stones chantaient Lady Jane, Muriel, François et René, amis d'enfance, nés dans les ruelles populaires de Marseille, distribuaient des fourrures volées à toutes les ouvrières de leur quartier.
Ils cessèrent leurs cambriolages après avoir tué un bijoutier dans un parking et, pour se faire oublier, ne se virent plus jusqu'au jour où, quinze ans après, le fils de Muriel est enlevé.
La bande se reforme alors pour réunir l'argent de la rançon.

## Fiche technique
Sauf indication contraire, les informations mentionnées dans cette section peuvent être confirmées par la base de données cinématographiques IMDb,  présente dans la section « Liens externes ».
- Titre : Lady Jane
- Réalisation : Robert Guédiguian
- Scénario : Jean-Louis Milesi, Robert Guédiguian
- Assistant-réalisation : Arnaud Dommerc
- Directeur de la photographie : Pierre Milon
- Décors : Michel Vandestien
- Costumes : Juliette Chanaud, Anne-Marie Giacalone
- Maquillages : Mayté Alonso Pedron, Silvia Carissoli
- Ingénieur du son : Laurent Lafran
- Supervision musicale : Pascal Mayer
- Monteur : Bernard Sasia
- Pays d’origine :  France
- Langue de tournage : français
- Année de tournage : 2007
- Producteur : Malek Hamzaoui
- Sociétés de production : Agat Films & Cie - Ex Nihilo et France 3 Cinéma
- Distributeurs : Diaphana Distribution ( France) et Stadtkino (de)( Autriche)
- Format : couleur — 1.85:1 — 35 mm
- Son : Dolby SR/SRD
- Genre : drame, policier
- Durée : 102 minutes
- Date de sortie : 
  - France : 9 avril 2008

## Distribution
- Ariane Ascaride : Muriel, patronne de la parfumerie "Lady Jane"
- Jean-Pierre Darroussin : François
- Gérard Meylan : René, le "placier"
- Yann Trégouët : le jeune homme
- Frédérique Bonnal : Charlotte, la femme de François
- Pascale Roberts : Solange, la femme qui ne se souvient de rien
- Jacques Boudet : Henri, le vieil ami alité
- Pascal Cervo : le lieutenant
- Giuseppe Selimo : Martin, le fils de Muriel, 15 ans
- Anna Ostby : Marly, la petite amie de René
- Pierre Banderet : le patron du bistro
- Jacques Reboud : l'homme du train

## Distinction
- Berlinale 2008 : En compétition officielle, sélectionné pour l’Ours d'or du Meilleur film
- Erévan 2008 : 'Lady Jane' a été à l'affiche au cinquième festival international du film d'Erévan en Arménie[2]

## Commentaires
Polar au goût amer de crépuscule qui parle du délitement de l'amitié, et de la vengeance qui creuse le sillon de la douleur sans que rien vienne y mettre un terme.